# Зигитяк
Зигитяк (баш. Егетәк) — село в Туймазинском районе Республики Башкортостан Российской Федерации. Входит в состав Субханкуловского сельсовета.

## География
Находится на западе республики, в пределах центральной части Бугульминско-Белебеевской возвышенности, на реке Усень.

### Географическое положение
Расстояние до:
- районного центра (Туймазы): 9 км,
- центра сельсовета (Субханкулово): 4 км,
- ближайшей ж/д станции (Туймазы): 9 км.

## История
До 2008 года село входило в состав Нуркеевского сельсовета.

## Население
| 2002 | 2009 | 2010 |
| ---- | ---- | ---- |
| 240  | ↗305 | ↘279 |

Национальный состав
Согласно переписи 2002 года, преобладающая национальность — башкиры (81 %).

## Инфраструктура
Личное подсобное хозяйство с зоной сельскохозяйственного использования, индивидуальная застройка усадебного типа.
Основа экономики — сельское хозяйство.

## Транспорт
Деревня доступна автотранспортом.

## Религия
Мечеть села Зигитяк — деревянная мечеть, памятник архитектуры Башкортостана. Построена в 1912—1914 гг. Службы велись до 1936 года. Затем здесь размещались шелкопрядильный цех, зернохранилище, в годы Великой Отечественной войны лазарет, а в послевоенные годы пионерский лагерь. До наших дней сохранились минарет и внутреннее убранство мечети. В 2012 году был проведен капитальный ремонт, который вдохнул в мечеть вторую жизнь.

## Известные уроженцы, жители
- Гарифуллин, Казим Мугаллимович (род. 1 мая 1932) — доктор экономических наук, профессор.